# 亚历克丝·孔萨尼
亚历克丝·孔萨尼（Alex Consani，2003年7月23日—）是一位美国模特、社交媒体人物。她于2015年进入模特行业，在12岁时成为世界最年轻的跨性別模特。她在2019年和经纪公司IMG公司签约，之后在2019冠状病毒病疫情期间开始使用TikTok，凭借搞笑视频成名。2024年，她和瓦伦蒂娜·桑帕约成为最先登上維多利亞的秘密時尚秀的跨性别模特。